# Фудбалска репрезентација Словеније
Фудбалска репрезентација Словеније је национални фудбалски тим Словеније под руководством Фудбалског савеза Словеније. До 1991. Словенија није имала своју репрезентацију, а играчи из словеначких клубова су играли у репрезентацију СФР Југославије
Исте године Словенија формира своју репрезентацију и игра прву утакмицу у Мурској Соботи против Хрватске 19. јуна 1991. и губи са 1:0.
У чланство ФИФА је примљена 1992, а у чланство УЕФА-е 1993. године.
Прву званичну утакмицу репрезентација је одиграла у Талину против Естоније 3. јуна 1993, а резултат је био 1:1.
Репрезентација је до квалификација за Европско првенство 1996. и Светско првенство 1998. одиграла више припремних пријатељских утакмица, али у квалификацијама није имала успеха.
Променом тренера 1998. репрезентацију преузима, бивши вишеструки репрезентативац Југославије и Словеније Срећко Катанец. Под његовим руководством репрезентација је остварила своје најбоље резултате до сада, пласиравши се на Европско првенство 2000. и Светско првенство 2002. На оба првенства репрезентација је испала у првом кругу.
Године 2002. за словеначку репрезентацију је почело раздобље неуспеха. Под вођством тренера Бојана Прашникара Словенија је изборила додатне квалификације (бараж) за учешће на Европском првенству 2004., које је изгубила од Хрватске. Прашникарев наследник је постао Бранко Облак, којег је због слабих резултата у квалификацијама са Светско првенство 2006. заменио садашњи селектор Матјаж Кек.

## Резултати репрезентације Словеније

### Светско првенство
- 1930–1990. – погледајте Фудбалска репрезентација Југославије

| Година | Коло                  | Поз                   | ИГ                    | Д                     | Н                     | ИЗ                    | ГД                    | ГП                    |
| ------ | --------------------- | --------------------- | --------------------- | --------------------- | --------------------- | --------------------- | --------------------- | --------------------- |
| 1994.  | Није учествовала      | Није учествовала      | Није учествовала      | Није учествовала      | Није учествовала      | Није учествовала      | Није учествовала      | Није учествовала      |
| 1998.  | Није се квалификовала | Није се квалификовала | Није се квалификовала | Није се квалификовала | Није се квалификовала | Није се квалификовала | Није се квалификовала | Није се квалификовала |
| 2002.  | Групна фаза           | 30                    | 3                     | 0                     | 0                     | 3                     | 2                     | 7                     |
| 2006.  | Није се квалификовала | Није се квалификовала | Није се квалификовала | Није се квалификовала | Није се квалификовала | Није се квалификовала | Није се квалификовала | Није се квалификовала |
| 2010.  | Групна фаза           | 18                    | 3                     | 1                     | 1                     | 1                     | 3                     | 3                     |
| 2014.  | Није се квалификовала | Није се квалификовала | Није се квалификовала | Није се квалификовала | Није се квалификовала | Није се квалификовала | Није се квалификовала | Није се квалификовала |
| 2018.  | Није се квалификовала | Није се квалификовала | Није се квалификовала | Није се квалификовала | Није се квалификовала | Није се квалификовала | Није се квалификовала | Није се квалификовала |
| 2022.  | Није се квалификовала | Није се квалификовала | Није се квалификовала | Није се квалификовала | Није се квалификовала | Није се квалификовала | Није се квалификовала | Није се квалификовала |
| Укупно | 2/8                   |                       | 6                     | 1                     | 1                     | 4                     | 5                     | 10                    |

### Европско првенство
- 1960–1992. – погледајте Фудбалска репрезентација Југославије

| Година       | Коло                  | Поз.                  | ИГ                    | Д                     | Н                     | ИЗ                    | ГД                    | ГП                    |
| ------------ | --------------------- | --------------------- | --------------------- | --------------------- | --------------------- | --------------------- | --------------------- | --------------------- |
| 1996         | Није се квалификовала | Није се квалификовала | Није се квалификовала | Није се квалификовала | Није се квалификовала | Није се квалификовала | Није се квалификовала | Није се квалификовала |
| 2000         | Групна фаза           | 13                    | 3                     | 0                     | 2                     | 1                     | 4                     | 5                     |
| 2004 до 2020 | Није се квалификовала | Није се квалификовала | Није се квалификовала | Није се квалификовала | Није се квалификовала | Није се квалификовала | Није се квалификовала | Није се квалификовала |
| 2024         | Осмина финала         | 15                    | 4                     | 0                     | 4                     | 0                     | 2                     | 2                     |
| Укупно       | 2/8                   |                       | 7                     | 0                     | 6                     | 1                     | 6                     | 7                     |

### Лига нација
| Рекорди у УЕФА Лиги нација | Рекорди у УЕФА Лиги нација | Рекорди у УЕФА Лиги нација | Рекорди у УЕФА Лиги нација | Рекорди у УЕФА Лиги нација | Рекорди у УЕФА Лиги нација | Рекорди у УЕФА Лиги нација | Рекорди у УЕФА Лиги нација | Рекорди у УЕФА Лиги нација | Рекорди у УЕФА Лиги нација | Рекорди у УЕФА Лиги нација |
| Сезона                     | Лига                       | Група                      | ИГ                         | П                          | Н                          | И                          | ГД                         | ГП                         | П/И                        | Поз.                       |
| -------------------------- | -------------------------- | -------------------------- | -------------------------- | -------------------------- | -------------------------- | -------------------------- | -------------------------- | -------------------------- | -------------------------- | -------------------------- |
| 2018/19.                   | Ц                          | 3                          | 6                          | 0                          | 3                          | 3                          | 5                          | 8                          | Same position              | 38.                        |
| 2020/21.                   | Ц                          | 3                          | 6                          | 4                          | 2                          | 0                          | 8                          | 1                          | Раст                       | 33.                        |
| 2022/23.                   | Б                          | 4                          | 6                          | 1                          | 3                          | 2                          | 6                          | 10                         | Same position              | 25.                        |
| Укупно                     | Укупно                     | Укупно                     | 18                         | 5                          | 8                          | 5                          | 19                         | 19                         |                            |                            |

## Тренутни састав
Ажурирано 19. новембра 2019.
| Бр. | Поз. | Играч                        | Датум рођења        | Наступи | Голови | Клуб             |
| --- | ---- | ---------------------------- | ------------------- | ------- | ------ | ---------------- |
| 1   | Г    | Јан Облак (заменик капитена) | 7. јануар 1993.     | 28      | 0      | Атлетико Мадрид  |
| 12  | Г    | Вид Белец                    | 6. јун 1990.        | 13      | 0      | АПОЕЛ            |
| 16  | Г    | Нејц Видмар                  | 31. март 1989.      | 0       | 0      | Олимпија Љубљана |
|     |      |                              |                     |         |        |                  |
| 13  | О    | Бојан Јокић (капитен)        | 17. мај 1986.       | 100     | 1      | Уфа              |
| 17  | О    | Миха Мевља                   | 12. јун 1990.       | 27      | 1      | Сочи             |
| 20  | О    | Петар Стојановић             | 7. октобар 1995.    | 16      | 0      | Динамо Загреб    |
| 22  | О    | Мартин Милец                 | 20. септембар 1991. | 7       | 0      | Марибор          |
| 3   | О    | Јуре Балковец                | 9. септембар 1994.  | 6       | 0      | Емполи           |
| 4   | О    | Миха Блажич                  | 8. мај 1993.        | 5       | 0      | Ференцварош      |
|     | О    | Немања Митровић              | 15. октобар 1992.   | 3       | 0      | Марибор          |
| 2   | О    | Урош Корун                   | 25. мај 1987.       | 0       | 0      | Пјаст Гливице    |
|     |      |                              |                     |         |        |                  |
| 7   | С    | Јосип Иличић                 | 29. јануар 1988.    | 65      | 9      | Аталанта         |
| 8   | С    | Јасмин Куртић                | 10. јануар 1989.    | 58      | 1      | Парма            |
| 6   | С    | Рене Крхин                   | 21. мај 1990.       | 48      | 2      | Нант             |
| 21  | С    | Бенјамин Вербич              | 27. новембар 1993.  | 29      | 5      | Динамо Кијев     |
| 10  | С    | Миха Зајц                    | 1. јул 1994.        | 19      | 5      | Фенербахче       |
| 15  | С    | Јака Бијол                   | 5. фебруар 1999.    | 8       | 0      | ЦСКА Москва      |
| 11  | С    | Харис Вучкић                 | 21. август 1992.    | 3       | 0      | без клуба        |
| 18  | С    | Рајко Реп                    | 20. јун 1990.       | 1       | 0      | Хартберг         |
|     | С    | Адам Гнезда Черин            | 16. јул 1999.       | 0       | 0      | Нирнберг         |
|     |      |                              |                     |         |        |                  |
| 23  | Н    | Тим Матавж                   | 13. јануар 1989.    | 38      | 11     | Ал Вахда         |
| 14  | Н    | Роман Безјак                 | 21. фебруар 1989.   | 33      | 5      | Олимпија Љубљана |
| 9   | Н    | Андраж Шпорар                | 27. фебруар 1994.   | 19      | 2      | Спортинг         |

## Списак тренера
| Име                | Период     |
| ------------------ | ---------- |
| Бојан Прашникар    | 1991—1993  |
| Зденко Верденик    | 1994—1997  |
| Бојан Прашникар    | 1998       |
| Сречко Катанец     | 1998—2002  |
| Бојан Прашникар    | 2002—2004  |
| Бранко Облак       | 2004—2006  |
| Матјаж Кек         | 2007—2011  |
| Славиша Стојановић | 2011—2012  |
| Сречко Катанец     | 2013—2017  |
| Томаж Кавчич       | 2017–2018  |
| Игор Бенедејчич    | 2018       |
| Матјаж Кек         | 2018—данас |

## Статистика
| #  | Име                | Каријера  | Наступи | Голови |
| -- | ------------------ | --------- | ------- | ------ |
| 1  | Боштјан Цесар      | 2003—2018 | 101     | 10     |
| 2  | Бојан Јокић        | 2006—     | 100     | 1      |
| 3  | Валтер Бирса       | 2006—2018 | 90      | 7      |
| 4  | Самир Ханданович   | 2004—2015 | 81      | 0      |
| 5  | Златко Заховић     | 1992—2004 | 80      | 35     |
| 5  | Миливоје Новаковић | 2006—2017 | 80      | 32     |
| 7  | Мишо Бречко        | 2004—2015 | 77      | 0      |
| 8  | Алеш Чех           | 1992—2002 | 74      | 1      |
| 8  | Миленко Аћимовић   | 1998—2007 | 74      | 13     |
| 10 | Андраж Кирм        | 2007—2016 | 71      | 6      |
| 10 | Џони Новак         | 1992—2002 | 71      | 3      |

| #  | Име                | Каријера  | Наступи | Голови | Просек |
| -- | ------------------ | --------- | ------- | ------ | ------ |
| 1  | Златко Заховић     | 1992—2004 | 80      | 35     | 0,43   |
| 2  | Миливоје Новаковић | 2006—2017 | 80      | 32     | 0,40   |
| 3  | Сашо Удович        | 1993—2000 | 42      | 16     | 0,38   |
| 4  | Ермин Шиљак        | 1994—2005 | 48      | 14     | 0,29   |
| 5  | Миленко Аћимовић   | 1998—2007 | 74      | 13     | 0,18   |
| 6  | Тим Матавж         | 2010—     | 38      | 11     | 0,29   |
| 7  | Примож Глиха       | 1992—1998 | 28      | 10     | 0,36   |
| 7  | Боштјан Цесар      | 2003—2018 | 101     | 10     | 0,10   |
| 9  | Јосип Иличић       | 2010—     | 65      | 9      | 0,14   |
| 10 | Златко Дедић       | 2004—2013 | 49      | 8      | 0,16   |
| 10 | Милан Остерц       | 1997—2002 | 44      | 8      | 0,18   |